# Groși (okręg Marmarosz)
Groși – wieś w Rumunii, w okręgu Marmarosz, w gminie Groși. W 2011 roku liczyła 1315 mieszkańców.